# برج هيكلا
برج هيكلا هو برج قيد الإنشاء في بوتو،لا ديفونس في فرنسا. البرج من تصميم المعماري الفرنسي جان نوفيل.تم البدأ في المشروع في مايو 2018 ومن المتوقع الانتهاء منه في 2022.بلغت تكلفة المشروع 248 مليون يورو.